# Maqiaohe (köpinghuvudort i Kina, Heilongjiang Sheng, lat 44,69, long 130,54)
Maqiaohe (kinesiska: 马桥河, 马桥河镇) är en köpinghuvudort i Kina. Den ligger i provinsen Heilongjiang, i den nordöstra delen av landet, omkring 330 kilometer öster om provinshuvudstaden Harbin. Antalet invånare är 26 816. Befolkningen består av 12 431 kvinnor och 14 385 män. Barn under 15 år utgör 15,0 %, vuxna 15-64 år 76 %, och äldre över 65 år 7,0 %.
Runt Maqiaohe är det ganska glesbefolkat, med 43 invånare per kvadratkilometer. Närmaste större samhälle är Xiachengzi, 6,7 km väster om Maqiaohe. Trakten runt Maqiaohe består till största delen av jordbruksmark.
Genomsnittlig årsnederbörd är 949 millimeter. Den regnigaste månaden är juli, med i genomsnitt 186 mm nederbörd, och den torraste är januari, med 6 mm nederbörd.